# Truckmodelismo
Truckmodelismo é o hobby de construir ou montar  modelos em escala reduzida de caminhões..
Inaugurada primeira pista para Truckmodelismo aberta ao público no Brasil Primeira pista para Truckmodelismo aberta ao público no Brasil</ref>.